# 石井亮次と福島暢啓のフダンギダンギ。
石井亮次と福島暢啓のフダンギダンギ。（いしいりょうじとふくしまのぶひろのフダンギダンギ。）は、MBSラジオが2021年3月29日から2か月に1回のペースで放送しているトーク番組。石井亮次（中部日本放送→CBCテレビ出身のフリーアナウンサー）と福島暢啓（毎日放送アナウンサー）の冠番組および、『次は〜新福島!』（福島が2017 - 2020年度のナイターオフ期間にパーソナリティを務めた生ワイド番組シリーズ）からの派生番組でもある。

## 概要
毎日放送・MBSラジオの放送対象地域である大阪府東大阪市出身の石井が、『次は〜新福島!』の初年度からゲストとして年に1回のペースで出演していたことを背景に、福島との間で普段着感覚のトーク（普段着談議＝「フダンギダンギ」）を展開する番組。2021年3月29日（月曜日）に「MBSマンデースペシャル」枠で単発の特別番組として放送したところ、『次は〜新福島!』シリーズのリスナーなどから好評を博したため、同枠内のシリーズ企画として放送を続けることが決まった。
毎日放送（MBS）は特別番組の放送時点でラジオ・テレビ兼営局であったが、放送の3日後（2021年4月1日）からラジオ放送の事業と免許を「株式会社MBSラジオ」へ移管。毎日放送は、福島の所属部署（アナウンスセンター）を残したままテレビ単営局へ移行した。このような事情から、シリーズ化を機に株式会社MBSラジオのコンテンツデザイン局プロデュースセンターが制作業務を担っているものの、福島は特別番組に続いて「MBSアナウンサー」との肩書で出演している。
シリーズ番組へ移行してからは、放送済みの本編に「アフタートーク」（本番後に収録したトークの音源）を加えた音源を、放送後にYouTube上のMBSラジオ公式チャンネルとラジオクラウドで配信。 木曜日に編成された第5回（2021年11月4日）以降は、MBSラジオ本社スタジオ（大阪市北区茶屋町）からの生放送が続いている。
石井は当番組の開始前（中部日本放送のアナウンサー時代）から平日の午後に『ゴゴスマ』（名古屋市の中部日本放送→CBCテレビ本社スタジオからの生放送番組でMBSでは2021年3月15日から部分ネットを開始）でMCを務めているが、当番組の放送枠が平日の夜間（基本として「MBSマンデースペシャル」の枠内）に編成されていることから、生放送の場合にも名古屋と大阪を東海道新幹線で往復しながらMBSラジオの本社スタジオから出演することが多い。また、福島は2021年の10月改編から、『THE TIME,』（TBSテレビの制作によるJNN28局ネットの情報番組で平日の早朝に生放送）内の「列島リアルタイム中継」に近畿広域圏・徳島県担当のキャスターとして出演。MBSラジオではナイターオフ期間における『次は〜新福島!』の放送を2021年度から休止しているため、当番組は不定期放送ながら、事実上「『次は〜新福島!』の後継番組」としての役割も担っている。このような事情から、『THE TIME,』が始まってからの当番組では、「列島リアルタイム中継」で近畿広域圏・徳島県以外のエリアを担当するキャスター（JNN加盟局の現職アナウンサー）をゲストに迎えることが相次いでいる。
前述した第5回では、鹿児島県で唯一の民放ラジオ・テレビ兼営局である南日本放送（ラジオ放送部門がMBSラジオと同じくJRNとNRN、テレビ放送部門が毎日放送と同じくJNNへ加盟）との相互ネット方式で、17:54 - 20:00に「2時間スペシャル」を生放送。やきそばかおる（『次は〜新福島!』『福島のぶひろの、金曜でいいんじゃない?』コーナーレギュラー）と前田春香（福島の後輩アナウンサー）をスタジオに迎えたほか、『THE TIME,』の中継キャスターから若狭敬一（CBCテレビアナウンサーで同局における石井の先輩）が電話・岩崎弘志（南日本放送アナウンサー）がMBSのスタジオからゲストで出演した。
なお、福島は2022年最初の生放送（1月31日）にも出演を予定していた。しかし、新型コロナウイルス感染症（COVID-19）に罹患していることが放送の3日前（28日）に判明したため、療養に専念すべく出演を見合わせた。このような事情から、1月31日の生放送に際しては、大学生時代から石井と親交の深い河田直也（福島の先輩アナウンサー）を福島の代役に起用。さらに、JNN・JRN加盟局の静岡放送から、牧野克彦（京都府宇治市・石井と同じ同志社大学出身で親交もある同局アナウンサー）が電話で特別に出演した。福島は療養を経て2月11日の『金曜でいいんじゃない?』から生放送番組への出演を再開したが、翌週には石井にもCOVID-19の罹患が確認されたため、同月21日の生放送には三ツ廣政輝（福島の後輩アナウンサー）が急遽参加している。

## 放送日程
ゲストの肩書は出演の時点で、◎印を付けたゲストは『THE TIME,』の「列島リアルタイム中継」キャスター。
●印のゲストは電話で出演。
|    | 放送日        | 参考                                             | ゲスト |
| -- | ------------- | ------------------------------------------------ | --- |
| 1  | 2021年3月29日 | 特別番組として収録                               | |
| 2  | 5月31日       | 生放送                                           | |
| 3  | 8月30日       | 収録放送                                         | |
| 4  | 9月27日       | 収録放送                                         | |
| 5  | 11月4日       | 南日本放送との相互ネットで 17:54 - 20:00に生放送 | やきそばかおる● 岩崎弘志◎（南日本放送アナウンサー） 若狭敬一◎●（CBCテレビアナウンサー） 前田春香（毎日放送アナウンサー）  |
| 6  | 12月27日      | 20:00 - 20:55に生放送                            | やきそばかおる● 田村友里◎（中国放送アナウンサー）                                                                         |
| 7  | 2022年1月31日 | 20:00 - 20:55に生放送                            | 河田直也（毎日放送アナウンサー） 前田春香（同上） 牧野克彦●（静岡放送アナウンサー） やきそばかおる●                       |
| 8  | 2月21日       | 20:00 - 20:55に生放送                            | 三ツ廣政輝◎（毎日放送アナウンサー）                                                                                       |
| 9  | 3月21日       | 20:00 - 20:55に生放送                            | やきそばかおる● |
| 10 | 5月9日        | 19:00 - 20:55に生放送                            | 浜村淳 高井美紀（毎日放送アナウンサー＝当時） 前田春香（毎日放送アナウンサー）                                            |
| 11 | 7月11日       | 19:00 - 20:55に生放送                            | 谷口キヨコ 前田春香（毎日放送アナウンサー）                                                                               |
| 12 | 9月26日       | 19:00 - 20:55に生放送                            | やきそばかおる● 立川志の春 前田春香（毎日放送アナウンサー）                                                               |
| 13 | 11月28日      | 19:00 - 20:55に生放送                            | こたけ正義感 前田春香（毎日放送アナウンサー）                                                                             |
| 14 | 2023年1月30日 | 19:00 - 20:55に生放送                            | やきそばかおる● 阪田マリン 前田春香（毎日放送アナウンサー）                                                               |
| 15 | 2月27日       | 19:00 - 20:55に生放送                            | やきそばかおる● 真山隼人 沢村さくら 前田春香（毎日放送アナウンサー）                                                      |
| 16 | 5月8日        | 19:00 - 20:55に生放送                            | やきそばかおる● 大﨑洋 （吉本興業ホールディングス代表取締役会長） 坪田信貴（坪田塾塾長） 山崎香佳（毎日放送アナウンサー） |
| 17 | 6月26日       | 19:00 - 20:55に生放送                            | やきそばかおる● サマンサ・アナンサ 山崎香佳（毎日放送アナウンサー）                                                       |
| 18 | 8月28日       | 19:00 - 20:55に生放送                            | やきそばかおる● ガーベラガーデン前田春香（毎日放送アナウンサー）                                                          |
| 19 | 11月20日      | 19:00 - 20:55、事前収録                          | やきそばかおる● 藤林温子（毎日放送アナウンサー） 桂源太（落語家） 桂文吾（同上）                                          |
| 20 | 2024年1月26日 | 19:00 - 20:55に生放送                            | やきそばかおる● 近藤亨（毎日放送アナウンサー） れいランラン（YouTuber）                                                   |
| 21 | 3月11日       | 19:00 - 20:55に生放送                            | やきそばかおる 吉田明央（熊本放送アナウンサー）● 北川星瑠（タレント）                                                     |
| 22 | 5月27日       | 19:00 - 20:55、事前収録                          | やきそばかおる● 大吉洋平（毎日放送アナウンサー） にしい（テレビ朝日映像の社員で 「フィルムエストTV」のメンバー）          |
| 23 | 7月22日       | 19:00 - 20:55に生放送                            | やきそばかおる 藤林温子（毎日放送アナウンサー） 前畑温子（産業遺産探検家・写真家）                                        |
| 24 | 9月9日        | 19:00 - 20:55、事前収録                          | やきそばかおる● 前田春香（毎日放送アナウンサー） どくさいスイッチ企画                                                     |
| 25 | 11月25日      | 19:00 - 20:55、事前収録                          | やきそばかおる● 河西美帆（毎日放送アナウンサー） 宛先プレーン                                                             |
| 26 | 2025年1月13日 | 19:00 - 20:55に生放送                            | やきそばかおる● 山崎香佳（毎日放送アナウンサー） 深夜食堂「ペペロンチーノ」店主・後藤又兵衛隆博                           |
| 27 | 3月24日       | 19:00 - 20:55に生放送                            | やきそばかおる● 山崎香佳（毎日放送アナウンサー） マツモトクラブ                                                           |
| 28 | 5月26日       | 19:00 - 20:55に生放送                            | やきそばかおる● 藤林温子（毎日放送アナウンサー） 比嘉ウーロン（探偵・喫茶店経営）                                         |
| 29 | 7月28日       | 19:00 - 20:55に生放送                            | やきそばかおる● 藤林温子（毎日放送アナウンサー） 深津さくら（怪談師・作家）                                               |

## 派生イベント
- 2022年8月13日（土曜日）には、「Mラジ2022夏祭り」（MBSラジオの自社制作番組をベースに開催されたインターネットでの動画ライブ配信連動型有料公開イベント）の一環として、石井・福島・やきそばかおるに古舘伊知郎（テレビ朝日出身のフリーアナウンサーで『ゴゴスマ』水曜コメンテーター）を交えた番組初のイベント「Mラジ夏まつり2022 フダンギダンギ。スペシャル! 石井亮次と古舘伊知郎と福島暢啓の黙乱会（だまらんかい）」を17:00から毎日放送本社M館1階の「ちゃぷらステージ」で開催。「ZAIKO」（インターネット向けの有料会員制動画配信サイト）では、「ちゃぷらステージ」への来場チケット（同年7月の販売開始直後に完売）より安価な「配信チケット」を販売したうえで、イベント動画のライブ配信を実施した。この動画については、「配信チケット」の購入と「ZAIKO」への会員登録を済ませていれば、イベントの開催日から1週間後（8月20日の23:59）までアーカイブ動画を自由に視聴できるようになっていた[12]。